# Tumulus du Moustoir

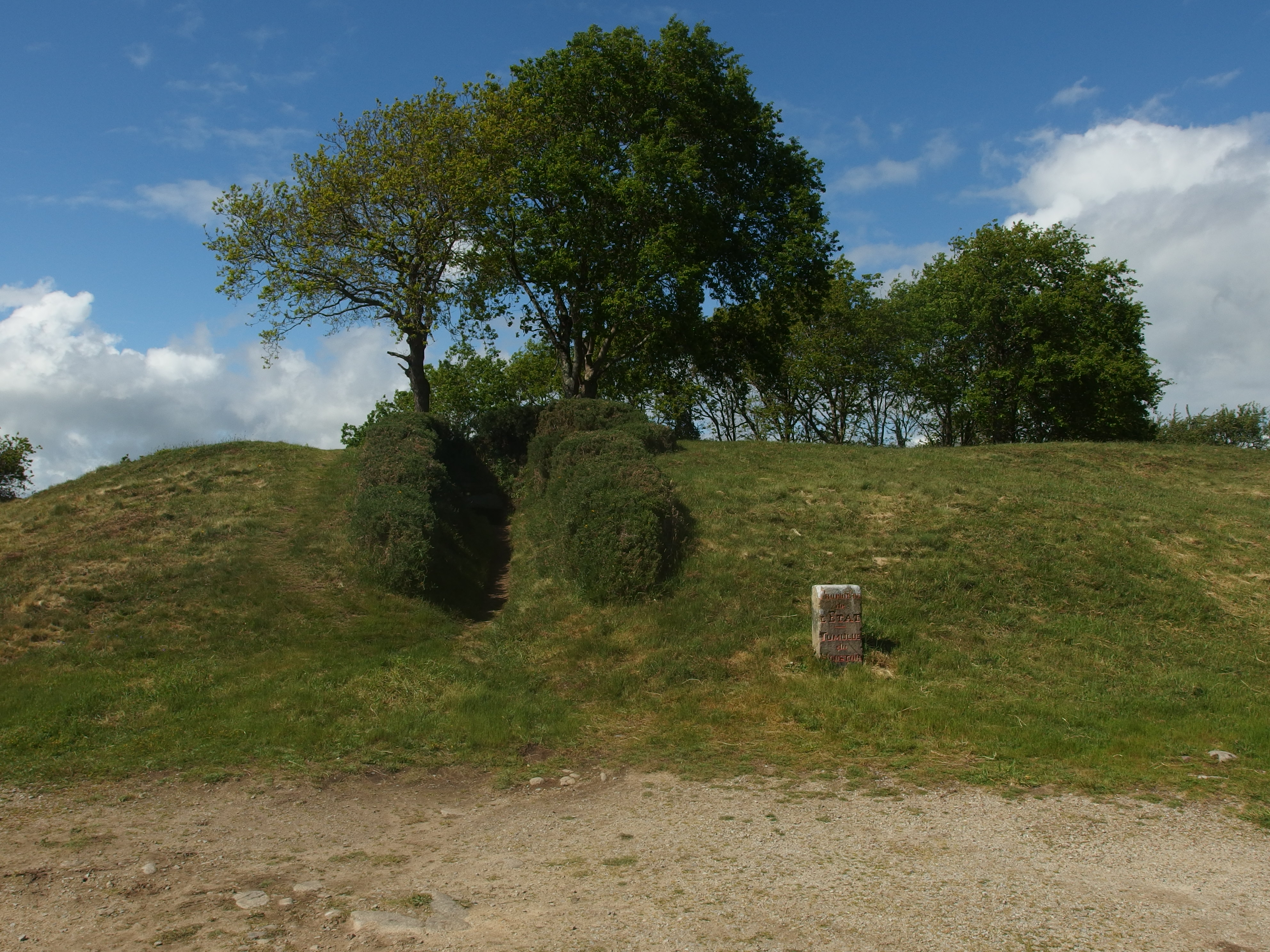
Gesamtansicht

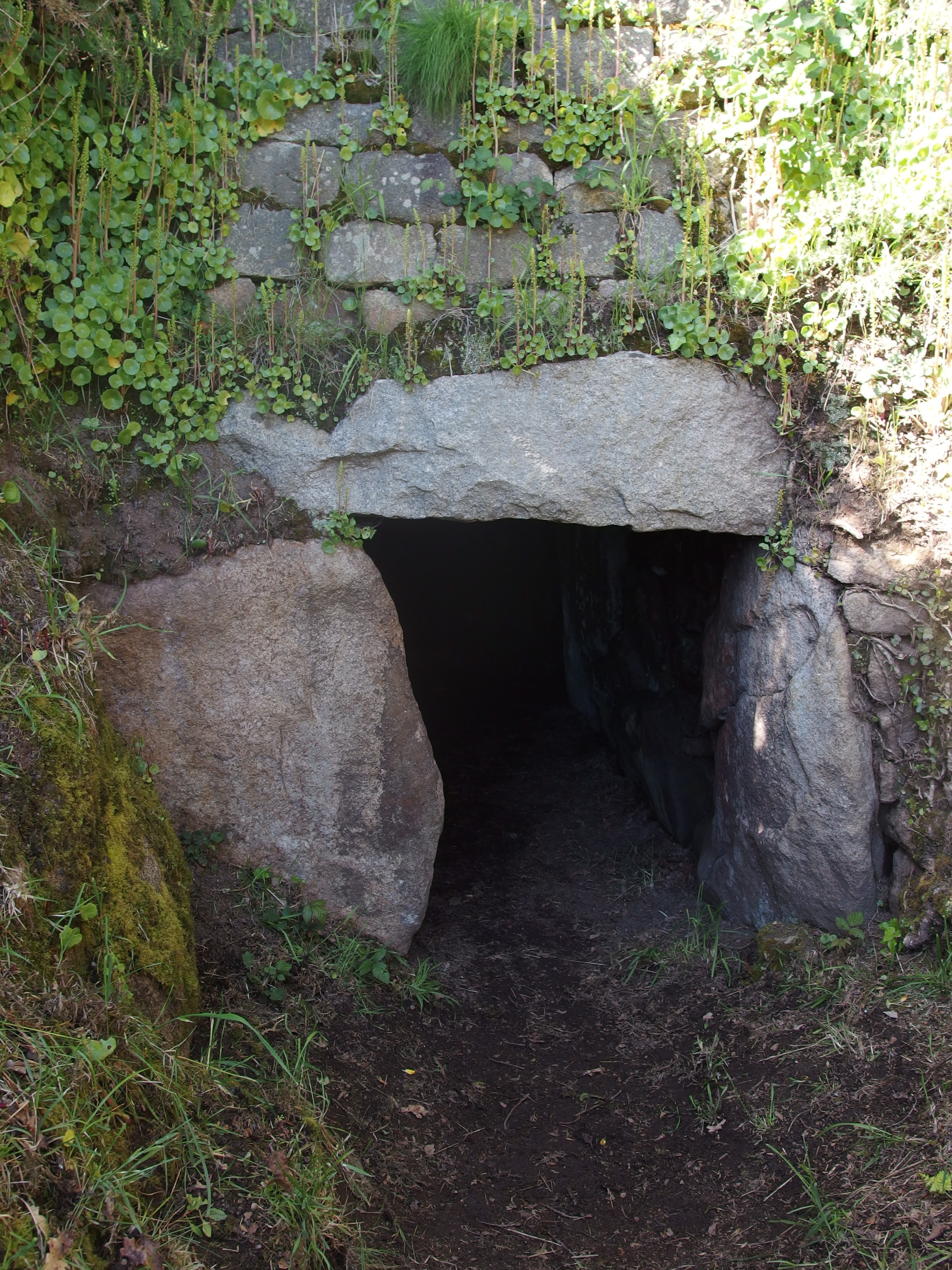
Eingang zur westlichen Kammer

Der Tumulus du Moustoir (auch Er Mané genannt) ist etwa 85,0 m lang, 35,0 m breit und 5,0 m hoch. Der Hügel liegt im Süden des Weilers Moustoir, wenige Kilometer nördlich von Carnac im Département Morbihan in der Bretagne in Frankreich.

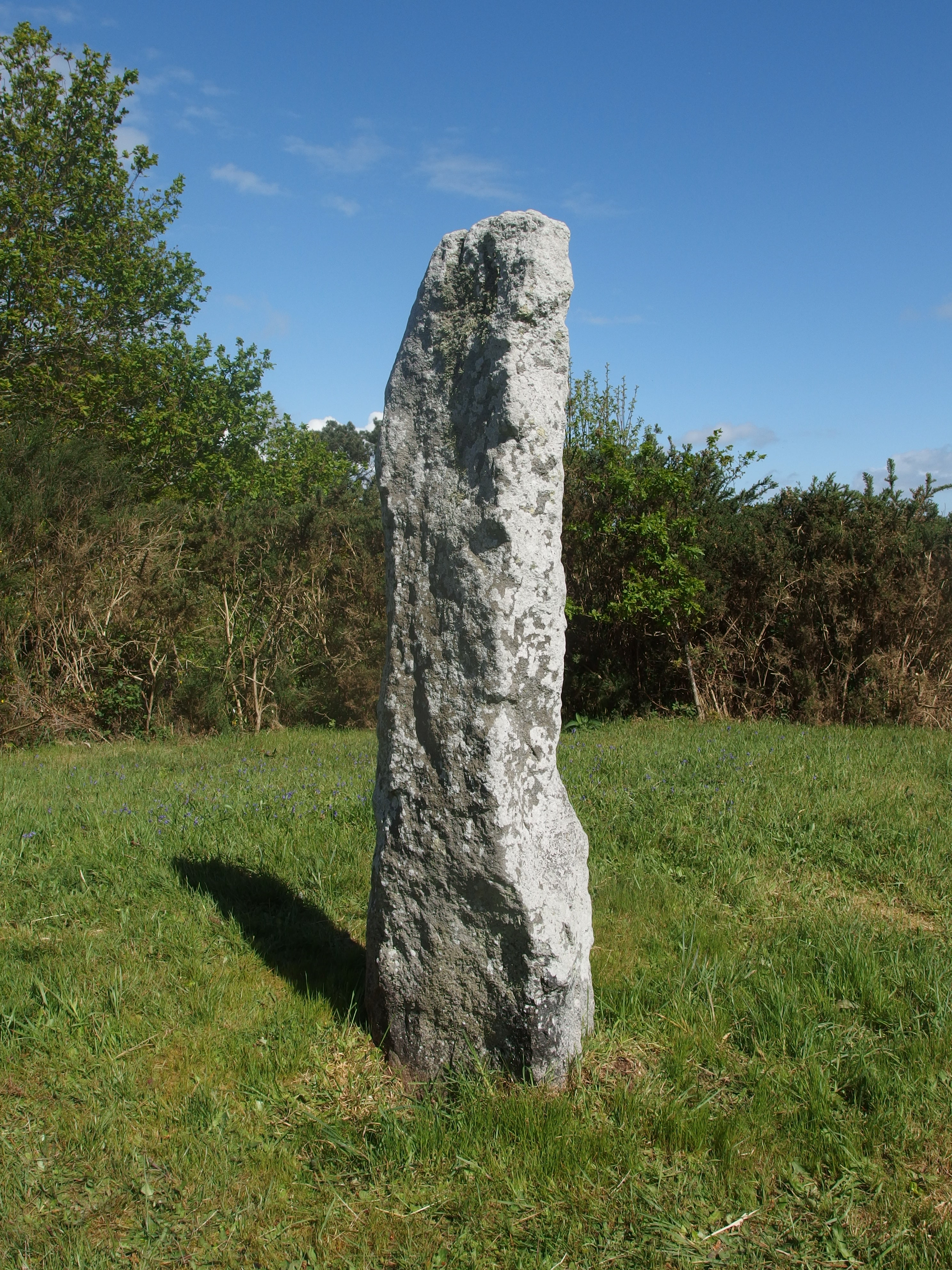
Menhir du Moustoir

Unter dem Erdhügel liegen am westlichen Ende ein Dolmen, am östlichen Ende zwei Kammergräber und ein Steinkreisrest nahe dem Zentrum. Ein etwa 2,1 m hoher Menhir steht im Osten auf dem Hügel und ein etwa 3,0 m hoher, steht in der Nähe.
Im Westen des Hügels befindet sich auf der südlichen Seite der Zugang in eine durch einen kurzen Gang zu erreichende rechteckige Kammer von etwa 5,0 × 2,5 Metern, mit drei kleinen und einem großen Deckstein. Die Wände bestehen aus 8 großen Platten und Trockenmauerwerk. 
Das Hauptmerkmal unter dem Osten des Hügels ist ein heute nicht mehr begehbarer zweistöckig-kegelstumpförmiger runder Cairm mit einem Kuppelgrab im Inneren, dessen Decke als Kraggewölbe ausgebildet ist. Die birnenförmige Kammer besteht aus 10, der Gang aus 2 Wandplatten.
In der Nähe steht der Menhir von Moustoir.